# خواكيم لوثر
خواكيم لوثر (بالإنجليزية: Joachim Luther)‏ هو فيزيائي بريطاني، ولد في 31 مارس 1941 في هانوفر في ألمانيا.

## روابط خارجية
- خواكيم لوثر على موقع مونزينجر (الألمانية)